# Haemaphysalis punctaleachi
Haemaphysalis punctaleachi är en fästingart som beskrevs av Camicas, Hoogstraal och El Kammah 1973. Haemaphysalis punctaleachi ingår i släktet Haemaphysalis och familjen hårda fästingar. Inga underarter finns listade i Catalogue of Life.